# 25937 Malysz
25937 Malysz è un asteroide troiano di Giove del campo greco. Scoperto nel 2001, presenta un'orbita caratterizzata da un semiasse maggiore pari a 5,3032279 au e da un'eccentricità di 0,0650995, inclinata di 2,35057° rispetto all'eclittica.
L'asteroide è dedicato al slatatore con gli sci polacco Adam Małysz, plurimedagliato olimpico.